# Turcyzm
Turcyzm – zapożyczenie językowe z języka tureckiego lub któregokolwiek z języków tureckich

## Turcyzmy w języku polskim
Większość zapożyczeń z tureckiego w języku polskim pojawiła się w okresie ożywionych kontaktów Rzeczypospolitej z Turcją, czyli w XVI i XVII w. Wiele z tureckich wyrazów przyswojonych przez polszczyznę dotyczy ówczesnych realiów, zwłaszcza militarnych. Często są to wyrazy, które przyszły do języka polskiego za pośrednictwem innych języków. Jako rutenizmy (ukrainizmy), a jedynie pośrednie zapożyczenia z tureckiego należy uznać takie wyrazy jak: basza, bohatyr (później bohater), borsuk, buhaj, haracz, janczar, kajdany, koczować, kołpak, kurhan, tapczan, wataha. Węgierskie pośrednictwo mają kontusz, papuć.
Bezpośrednie zapożyczenia z tureckiego to m.in.: atłas, buzdygan, chałwa, chan, dywan, kawa, kilim, kobierzec, kotara, makata, wezyr.
Nie dla wszystkich wyrazów można jednoznacznie ustalić pochodzenie, np. według Bogdana Walczaka (por. przypis 1) bazar to pośrednie zapożyczenie z tureckiego, a w WSJP ten wyraz jest oznaczony jako zapożyczenie z języka perskiego.

## Turcyzmy w języku niemieckim
Również w języku niemieckim turcyzmy to często zapożyczenia pośrednie, np.: Kiosk, Diwan, Sorbet są bezpośrednimi zapożyczeniami z języka francuskiego lub włoskiego, Heiduck z węgierskiego. Z kolei Harem, Kaftan, Mumie to bezpośrednie zapożyczenia z tureckiego, ale pośrednie z języka arabskiego.